# Nolan Pratt
Nolan William Pratt (né le 14 août 1975 à Fort McMurray, en Alberta, au Canada) est un joueur canadien de hockey sur glace.

## Carrière de joueur
Il passa quatre saisons avec les Winter Hawks de Portland dans la Ligue de hockey de l'Ouest avant de devenir professionnel lors de la saison 1995-1996. Il débuta dans les mineures avec les Renegades de Richmond, mais fit rapidement son chemin vers les Falcons de Springfield de la Ligue américaine de hockey. Il perça finalement l'alignement des Whalers de Hartford durant la saison 1996-1997, y jouant neuf parties. Il fit partie de l'alignement régulier des Hurricanes de la Caroline lors des quatre saisons suivantes. Il passa alors au Lightning de Tampa Bay où il gagna la Coupe Stanley avec l'équipe 2003-2004 de l'équipe floridienne. Au mois de novembre 2007, il signa un contrat avec les Sabres de Buffalo.

## Statistiques
| Saison     | Équipe                    | Ligue         |     | Saison régulière | Saison régulière | Saison régulière | Saison régulière | Saison régulière |   | Séries éliminatoires | Séries éliminatoires | Séries éliminatoires | Séries éliminatoires | Séries éliminatoires |
| Saison     | Équipe                    | Ligue         | PJ  | B                | A                | Pts              | Pun              | PJ               | B | A                    | Pts                  | Pun                  |                      |                      |
| 1991-1992  | Pontiacs de Bonnyville    | LHJA          | 33  | 3                | 7                | 10               | 57               | -                | - | -                    | -                    | -                    |                      |                      |
| 1991-1992  | Winterhawks de Portland   | LHOu          | 22  | 2                | 9                | 11               | 13               | 6                | 1 | 3                    | 4                    | 12                   |                      |                      |
| 1992-1993  | Winterhawks de Portland   | LHOu          | 70  | 4                | 19               | 23               | 97               | 16               | 2 | 7                    | 9                    | 31                   |                      |                      |
| 1993-1994  | Winterhawks de Portland   | LHOu          | 72  | 4                | 32               | 36               | 105              | 10               | 1 | 2                    | 3                    | 14                   |                      |                      |
| 1994-1995  | Winterhawks de Portland   | LHOu          | 72  | 6                | 37               | 43               | 196              | 9                | 1 | 6                    | 7                    | 10                   |                      |                      |
| 1995-1996  | Renegades de Richmond     | ECHL          | 4   | 1                | 0                | 1                | 2                | -                | - | -                    | -                    | -                    |                      |                      |
| 1995-1996  | Falcons de Springfield    | LAH           | 62  | 2                | 6                | 8                | 72               | 2                | 0 | 0                    | 0                    | 0                    |                      |                      |
| 1996-1997  | Falcons de Springfield    | LAH           | 66  | 1                | 18               | 19               | 127              | 17               | 0 | 3                    | 3                    | 18                   |                      |                      |
| 1996-1997  | Whalers de Hartford       | LNH           | 9   | 0                | 2                | 2                | 6                | -                | - | -                    | -                    | -                    |                      |                      |
| 1997-1998  | Beast de New Haven        | LAH           | 54  | 3                | 15               | 18               | 135              | -                | - | -                    | -                    | -                    |                      |                      |
| 1997-1998  | Hurricanes de la Caroline | LNH           | 23  | 0                | 2                | 2                | 44               | -                | - | -                    | -                    | -                    |                      |                      |
| 1998-1999  | Hurricanes de la Caroline | LNH           | 61  | 1                | 14               | 15               | 95               | 3                | 0 | 0                    | 0                    | 2                    |                      |                      |
| 1999-2000  | Hurricanes de la Caroline | LNH           | 64  | 3                | 1                | 4                | 90               | -                | - | -                    | -                    | -                    |                      |                      |
| 2000-2001  | Avalanche du Colorado     | LNH           | 46  | 1                | 2                | 3                | 40               | -                | - | -                    | -                    | -                    |                      |                      |
| 2001-2002  | Lightning de Tampa Bay    | LNH           | 46  | 0                | 3                | 3                | 51               | -                | - | -                    | -                    | -                    |                      |                      |
| 2002-2003  | Lightning de Tampa Bay    | LNH           | 67  | 1                | 7                | 8                | 35               | 4                | 0 | 1                    | 1                    | 0                    |                      |                      |
| 2003-2004  | Lightning de Tampa Bay    | LNH           | 58  | 1                | 3                | 4                | 42               | 20               | 0 | 0                    | 0                    | 8                    |                      |                      |
| 2004-2005  | EV Duisburg               | 2. Bundesliga | 10  | 2                | 2                | 4                | 14               | -                | - | -                    | -                    | -                    |                      |                      |
| 2005-2006  | Lightning de Tampa Bay    | LNH           | 82  | 0                | 9                | 9                | 60               | 5                | 0 | 0                    | 0                    | 7                    |                      |                      |
| 2006-2007  | Lightning de Tampa Bay    | LNH           | 81  | 1                | 7                | 8                | 44               | 6                | 0 | 0                    | 0                    | 5                    |                      |                      |
| 2007-2008  | Sabres de Buffalo         | LNH           | 55  | 1                | 6                | 7                | 30               | -                | - | -                    | -                    | -                    |                      |                      |
| 2008-2009  | Amour Khabarovsk          | KHL           | 35  | 1                | 9                | 10               | 28               | -                | - | -                    | -                    | -                    |                      |                      |
| 2009-2010  | Amour Khabarovsk          | KHL           | 46  | 2                | 9                | 11               | 63               | -                | - | -                    | -                    | -                    |                      |                      |
| 2010-2011  | Lukko Rauma               | SM-liiga      | 27  | 1                | 1                | 2                | 20               | 12               | 0 | 0                    | 0                    | 18                   |                      |                      |
| Totaux LNH | Totaux LNH                | Totaux LNH    | 592 | 9                | 56               | 65               | 537              | 38               | 0 | 1                    | 1                    | 22                   |                      |                      |

## Transactions en carrière
- 24 juin 2000 : échangé à l'Avalanche du Colorado par les Hurricanes de la Caroline avec un choix de 1re rounde (Vaclav Nedorost), un choix de 2e rounde (Jared Aulin) lors du repêchage d'entrée dans la LNH de 2000 et le choix de 2e rounde des Flyers de Philadelphie (précédemment acquis par la Caroline, Colorado choisit Agris Saviels lors du repêchage d'entrée dans la LNH de 2000 contre Sandis Ozoliņš et le choix des Blue Jackets de Columbus (précédemment acquis par Colorado, la Caroline choisit Tomáš Kůrka) lors du repêchage d'entrée dans la LNH de 2000.
- 24 juin 2001 : échangé au Lightning de Tampa Bay par l'Avalanche du Colorado pour le choix des Kings de Los Angeles (précédemment acquis par Tampa Bay, Colorado choisit Scott Horvath) lors du repêchage d'entrée dans la LNH de 2001.
- 1er novembre 2007 : signe un contrat en tant qu'agent-libre avec les Sabres de Buffalo.